# Lingua franca (pidžinski jezik)
Lingua franca (ISO 639-3: pml), danas izumrli pidžinski jezik, lingua franca (u pravom smislu) koji se nekada govorio na području mediteranskih luka, u Tunisu, Dodekanezu (Grčka) i Cipru. Ostali nazivi za njega bili su ’ajnabi, aljamia, ferenghi, petit mauresque i sabir.
Temeljen je na romanskim jezicima, isprva talijanske i okcitanske riječi, kasnije dolaze iz španjolskog i [portugalski|portugalskog] i drugih jezika, uključujući i turske. Bio je jezik zanatlija i urbanog stanovništva. 
Ovaj naziv, lingua franca, danas se koristi da označava neki jezik koji se među manjim jezicima nametnuo kao glavni jezik, poglavito u svrhu trgovine.

## Vanjske poveznice
- Ethnologue (14th)
- Ethnologue (15th)